# Ladislav Sloupenský
Ladislav Sloupenský (asi 1910 Choceň – 14. srpna 1973 Rychnov nad Kněžnou) byl pedagog a dlouholetý ředitel průmyslové školy v Rychnově nad Kněžnou.

## Život
Narodil se v Chocni. Vystudoval Vyšší průmyslovou školu v Pardubicích. Po několik let pracoval jako technik v malém strojírenském závodě v Chocni. Po svatbě v roce 1935 se usadil v Rychnově nad Kněžnou. Nejprve pracoval jako odborný učitel pro obor kovo na tehdejší odborné učňovské škole. Od roku 1948 se stal jejím ředitelem. V roce 1953, kdy v rámci reorganizace školství byla v Rychnově nad Kněžnou zřízena průmyslová škola, se stal jejím ředitelem. Ve funkci pak působil s tříletou přestávkou 1962–65 až do roku 1973, kdy odešel do penze. Ve zmíněné pauze zúročil své zkušenosti v egyptském Helwánu u Káhiry, kam byl ministerstvem zahraničí vyslán jako expert při budování Institutu vojenských továren.
Existence průmyslové školy byla v 50. a 60. letech několikrát ohrožena. Díky jeho aktivitám, jednáním s řediteli závodů a propagaci školy na různých přehlídkách technické tvořivosti, dokázal tyto snahy odvrátit. Je především jeho zásluhou, že v tomto regionu vyrostly stovky dobrých techniků, kteří pak významně pomáhali rozvíjet průmysl v podhůří Orlických hor.
Zemřel jen několik dní po odchodu do penze. Místo jeho posledního odpočinku se nachází v jeho rodné Chocni.

## Ocenění
V roce 1959 mu byl propůjčen titul Zasloužilý učitel.
Dne 1. října 2003, při oslavách 50 let od založení průmyslové školy, byla na škole v Masarykově ulici odhalena jeho pamětní deska od autora Zdeňka Kolářského.